# 个性化检索
个性化检索（英語：Personalized search），是和信息检索相区别的网络搜索方式。它考虑了用户的区别，利用用户的信息对提问式或者检索结果进行修改或者过滤，以减轻用户的检索复杂度。个性化检索主要有两个方式：对用户的检索本身进行修改，以及对于搜索结果的重新排列。

## 历史
谷歌在2004年提出了个性化检索的概念，并在2005年为自家的搜索引擎加入了个性化检索，为其全部用户（而非仅仅是注册用户）提供个性化检索服务。目前人们尚未知晓谷歌是如何个性化其搜索结果的，但人们相信，其搜索结果至少有基于其用户的语言、地点以及页面历史。